# Griffe (photographie)
Pour les articles homonymes, voir Griffe.

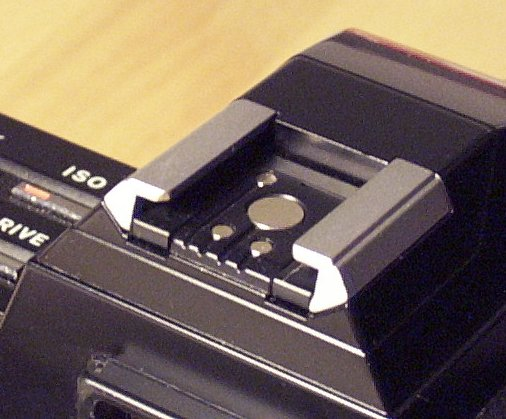
Griffe d'un Minolta

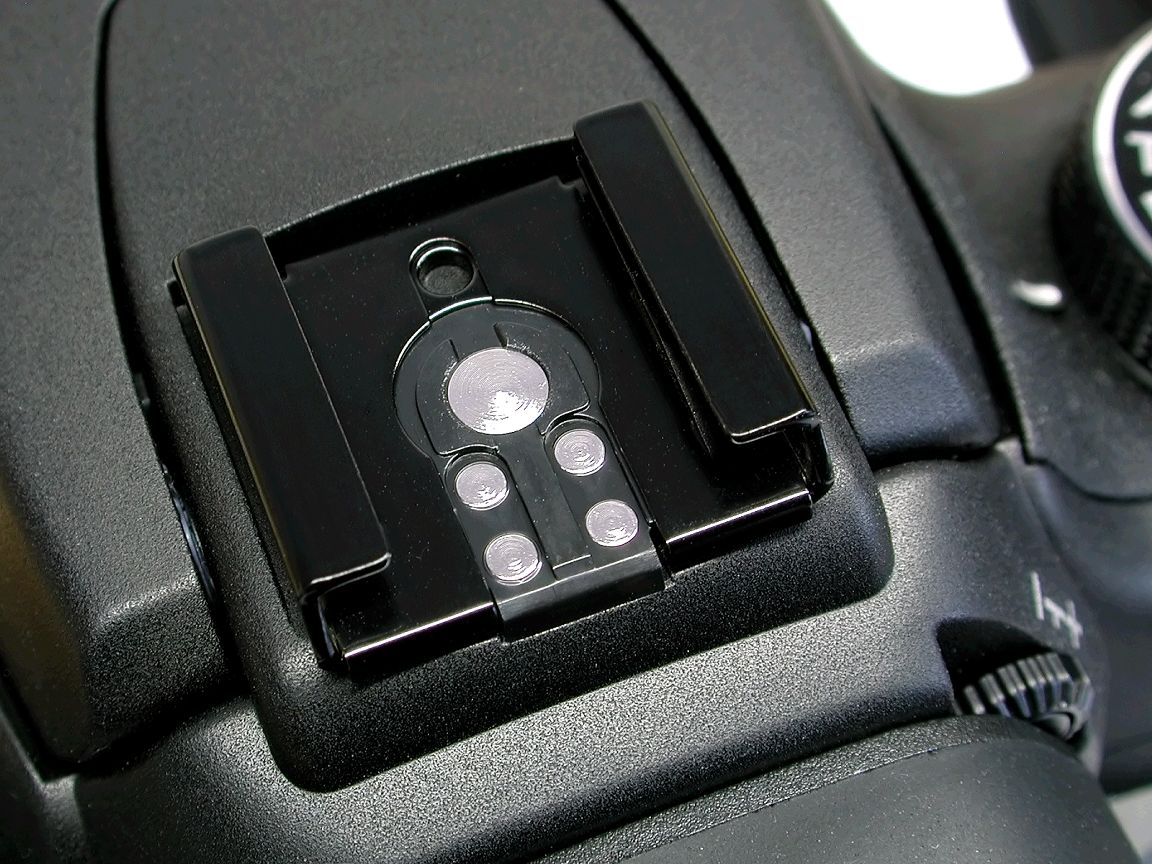
Griffe d'un Canon EOS 350D

La griffe ou sabot est, en photographie, un support sur l'appareil photographique où l’on peut fixer un flash ou un autre accessoire.
On distingue trois types de griffes :
- La griffe sans contact des anciens appareils ou elle servait soit à fixer un télémètre, un flash ou une cellule indépendante. La synchronisation du flash se faisait par un câble reliant le flash à une prise sur l'appareil.
- la griffe avec contact, qui peut transmettre l’ordre d’activation.
- la griffe « intelligente », qui peut en plus transférer des informations entre flash et boitier afin que le flash s’ajuste en conséquence. Le brochage des contacts est propre à chaque marque.